# Lazarevac
Pour les articles homonymes, voir Lazarevac (homonymie).
Lazarevac (en serbe cyrillique : Лазаревац) est une ville et une municipalité de Serbie situées sur le territoire de la ville de Belgrade. Lazarevac fait partie des 7 municipalités périurbaines du district. Au recensement de 2011, la ville de Lazarevac comptait 26 006 habitants et la municipalité dont elle est le centre 58 622.
La ville de Lazarevac doit son nom à l’empereur Lazar Hrebeljanović.

## Géographie
Lazarevac est située à 55 kilomètres au sud de Belgrade. Le territoire municipal s'étend sur 389 km2.
Le point culminant de la municipalité est le mont Stubički vis, qui s'élève à une altitude de 393 mètres ; le point le plus bas du secteur se trouve à 87 mètres. Le nord-ouest est une zone de plaines et la partie sud-ouest est plus accidentée, avec des collines comme le Stubički et le Kruševački vis, la Starača, le Razbojište, le Belin grob, la Glavica, le Čuk, la Čovka ou le Vrače brdo. Les zones les moins élevées sont les plaines alluviales de la Kolubara, de la Beljanica, de la Turija, du Peštan et du Ljig. Toutes les rivières du secteur appartiennent au bassin versant de la Kolubara.

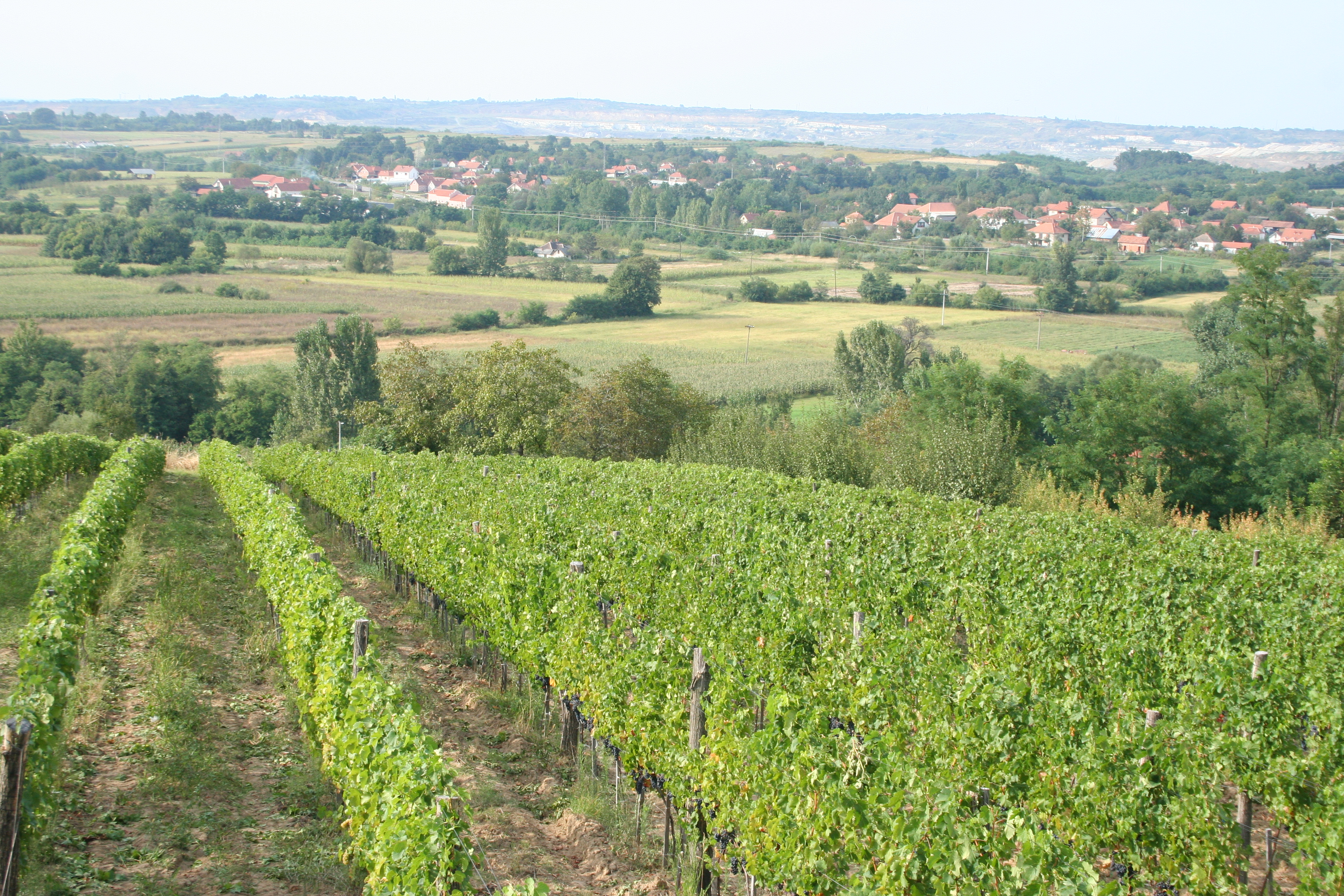
Paysage près de Zeoke

À l'ouest, la municipalité est entourée par celles de Lajkovac et d'Ub, à l'est par celle d'Aranđelovac, au nord-ouest et au nord par celle d'Obrenovac, au nord-est par celles de Barajevo et de Sopot et, au sud, par celle de Ljig.

## Climat
Le climat de Lazarevac, mesuré aux stations météorologiques de Zeoke et de Kalenić, est de type continental modéré ; la région connaît environ trente jours avec des températures inférieures à 0 °C. En hiver, la température moyenne y est de 1,7 °C, au printemps de 10,1 °C, en été de 19,5 °C et en automne de 10,6 °C.

## Histoire
Sur le territoire de l'actuelle municipalité de Lazarevac, les archéologues ont mis au jour des vestiges remontant au Néolithique et, notamment, à la culture de Vinča (entre 7000 et 3000 av. J.C.) ; parmi les découvertes de cette époque figurent des céramiques retrouvées à Arapovac, à Mirosaljci et sur le mont Stubički vis ainsi que des tombes exhumées à Rudovci, Lukavica et Baroševac. Des éléments datant de l'âge du bronze ont été découverts à Veliki Crljeni et Arapovac. Par la suite le secteur fut habité par les Thraces puis par la tribu celte des Scordisques. La région fut conquise par les Romains qui y introduisirent la vigne. Deux sites inscrits sur la liste des sites archéologiques protégés de la république de Serbie témoignent notamment de la présence romaine. Le site de Batašina, à Stepojevac, a permis de mettre au jour les vestiges d'une luxueuse villa rustica ainsi qu'une tombe datée des Ve-VIe siècles ; le site de Lugovi, à Županjac, date de la fin du IIIe siècle et du début du IVe siècle et fournit des documents sur la pratique de la métallurgie à cette époque. Au temps des grandes invasions, la région fut dominée par les Huns, par les Gépides, par les Sarmates, par les Ostrogoths et les Avars puis, au VIe siècle, les Slaves s'y installèrent, sous la tutelle de l'Empire byzantin.
Au Moyen Âge, le secteur de Lazaravac, comme le reste de la région de la Kolubara, fit partie du royaume de Hongrie. En 1284, le roi Ladislas IV offrit Belgrade et sa région à son gendre le roi Stefan Dragutin et la région se trouva pour la première sous la domination d'une autorité serbe. En 1521, après la prise de Belgrade par Soliman le Magnifique, la région devint une terre ottomane et fut rattachée au sandjak de Smederevo (plus tard pachalik de Belgrade), une subdivision de l'Empire ; elle resta officiellement sous domination turque jusque dans la seconde moitié du XIXe siècle avec quelques intermèdes de domination autrichienne.

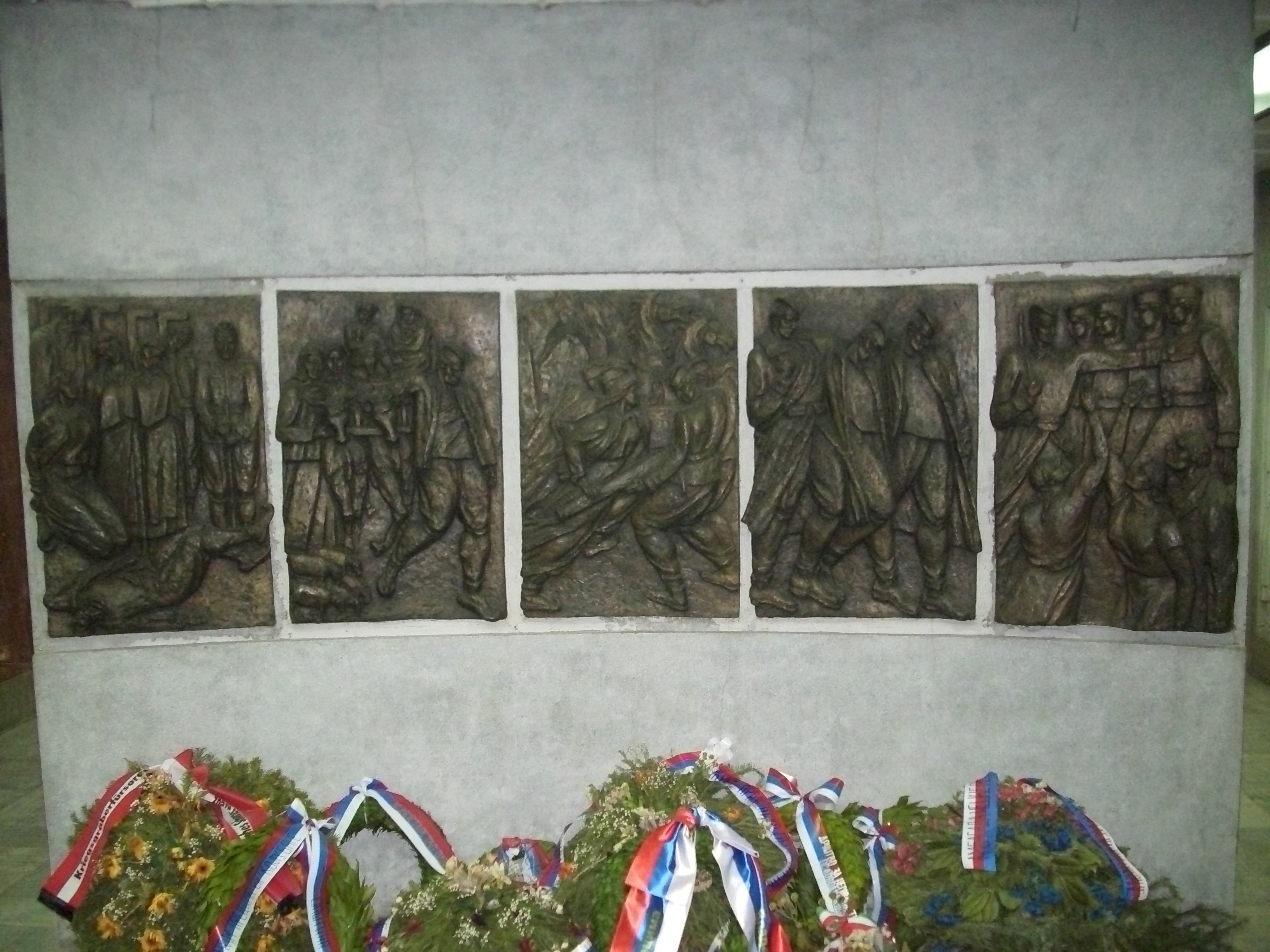
L'intérieur du Mémorial de Lazarevac

Au cours de la Première Guerre mondiale, Lazarevac et ses environs furent le théâtre de la bataille de la Kolubara qui se déroula entre le 16 novembre et le 15 décembre 1914 ; les Serbes, commandés par Radomir Putnik et Živojin Mišić, réussirent à repousser les Autrichiens de Potiorek au-delà de la Save, du Danube et de la Drina. Les combats les plus intenses eurent lieu aux monts Čovka et Vrače brdo ; en trois semaines, 28 000 Autrichiens et 22 000 Serbes trouvèrent la mort. Lazarevac fut finalement conquise par les forces autrichiennes et fut libérée le 31 octobre 1918,. Entre 1938 et 1941, une église commémorative avec un ossuaire ont été construits à Lazarevac, abritant les reliques de 20 000 soldats serbes et autrichiens ; ce mémorial est aujourd'hui inscrit sur la liste des monuments culturels d'importance exceptionnelle de la république de Serbie et sur la liste des biens culturels de la ville de Belgrade.
Le 7 avril 1941, un jour après le début du bombardement de Belgrade par les nazis, Lazarevac fut à son tour visée ainsi que l'aérodrome d'urgence installé à proximité. La ville fut conquise comme le reste de la Serbie ; elle fut libérée le 19 septembre 1944.
Dans le secteur, l'après guerre fut marquée par l'industrialisation et l'exploitation intensive des mines de charbon.

## Localités de la municipalité de Lazarevac

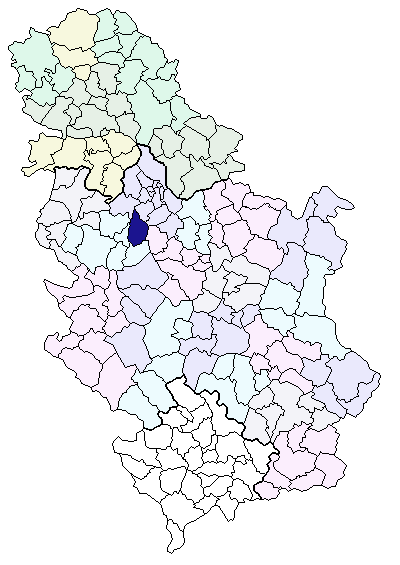
Localisation de la municipalité de Lazarevac en Serbie
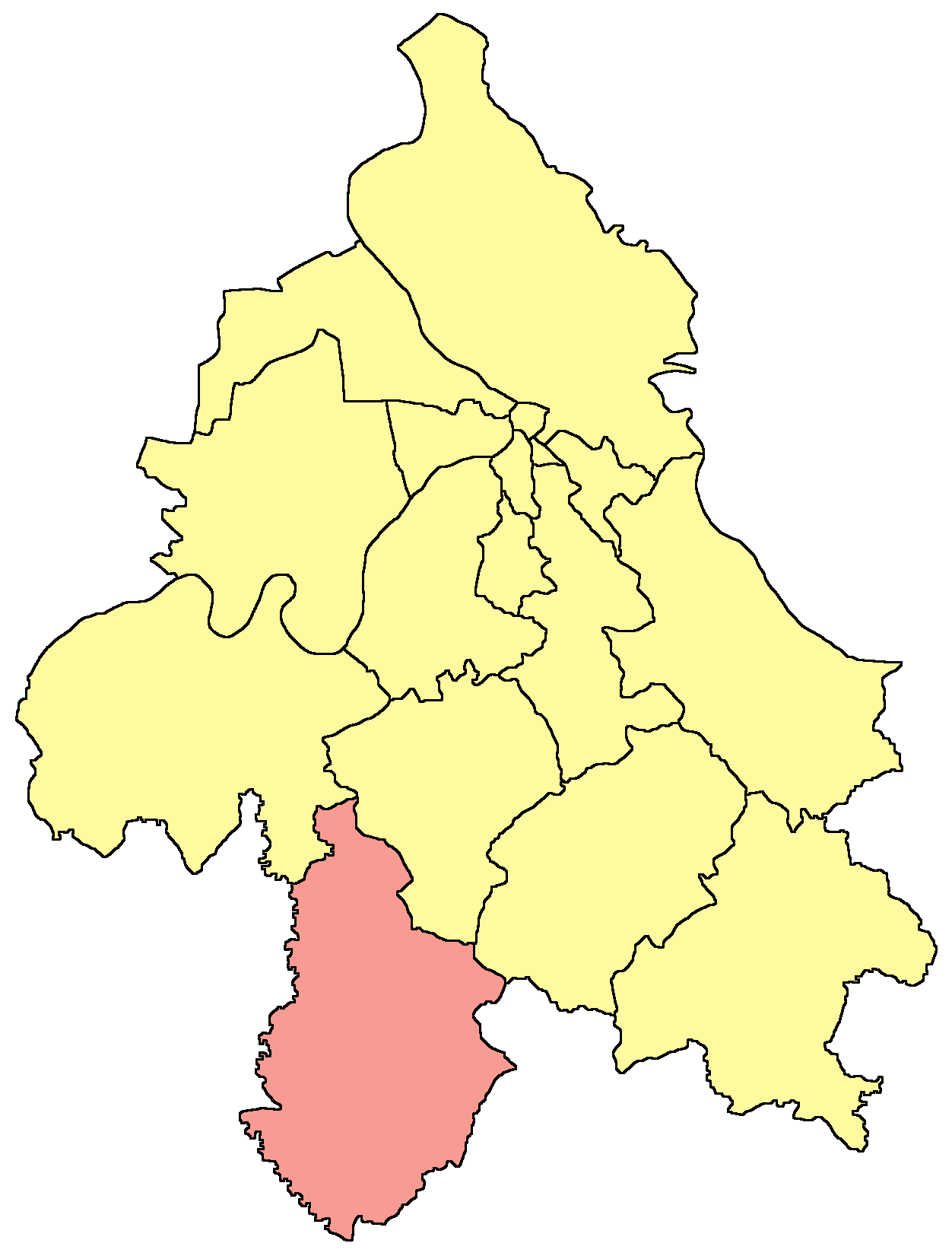
Localisation de la municipalité de Lazarevac dans la Ville de Belgrade

La municipalité de Lazarevac compte 34 localités :
| - Arapovac - Barzilovica - Baroševac - Bistrica - Brajkovac - Burovo - Veliki Crljeni - Vrbovno - Vreoci - Dren - Dudovica - Županjac | - Zeoke - Junkovac - Kruševica - Lazarevac - Leskovac - Lukavica - Mali Crljeni - Medoševac - Mirosaljci - Petka - Prkosava - Rudovci | - Sakulja - Sokolovo - Stepojevac - Strmovo - Stubica - Trbušnica - Cvetovac - Čibutkovica - Šopić - Šušnjar |

Lazarevac, Veliki Crljeni et Rudovci sont officiellement classées parmi les « localités urbaines » (en serbe : градско насеље et gradsko naselje) ; toutes les autres localités sont considérées comme des « villages » (село/selo).

## Démographie

### Villeintra muros

#### Évolution historique de la population dans la ville
| 1948  | 1953  | 1961  | 1971  | 1981   | 1991   | 2002   | 2011   |
| ----- | ----- | ----- | ----- | ------ | ------ | ------ | ------ |
| 3 129 | 3 511 | 5 620 | 7 795 | 13 354 | 22 459 | 23 551 | 26 006 |

|  |

#### Données de 2002
Pyramide des âges (2002)
En 2002, l'âge moyen de la population de la ville était de 36 ans pour les hommes et 37,3 ans pour les femmes.
Répartition de la population dans la ville (2002)
En 2002, les Serbes représentaient 95,61 % de la population de la ville et les Monténégrins 1,04 %.

#### Données de 2011
Pyramide des âges (2011)
En 2011, l'âge moyen de la population dans la ville était de 39,2 ans, 38 ans pour les hommes et 40,3 ans pour les femmes.
Répartition de la population par nationalités dans la ville (2011)
En 2011, les Serbes représentaient 95,33 % de la population.

### Municipalité

#### Données de 2002
Pyramide des âges (2002)
Répartition de la population par nationalités dans la municipalité (2002)
En 2002, les Serbes représentaient 96,56 % de la population de la municipalité.

#### Données de 2011
Pyramide des âges (2011)
En 2011, l'âge moyen de la population dans la municipalité était de 40,7 ans, 39,6 ans pour les hommes et 41,7 ans pour les femmes.
Répartition de la population par nationalités (2011)
Selon le recensement de 2011, la structure globale de la municipalité « par nationalités » est restée relativement stable, avec une légère diminution de la proportion de Serbes (95,50 %) ; les Roms représentaient 1,10 % de la population ; la catégorie de recensement des Yougoslaves, qui se réfère à la république fédérative socialiste de Yougoslavie sans marque de nationalité, est en régression (0,07 % en 2011 contre 0,26 % en 2002),.

## Religion (2011)

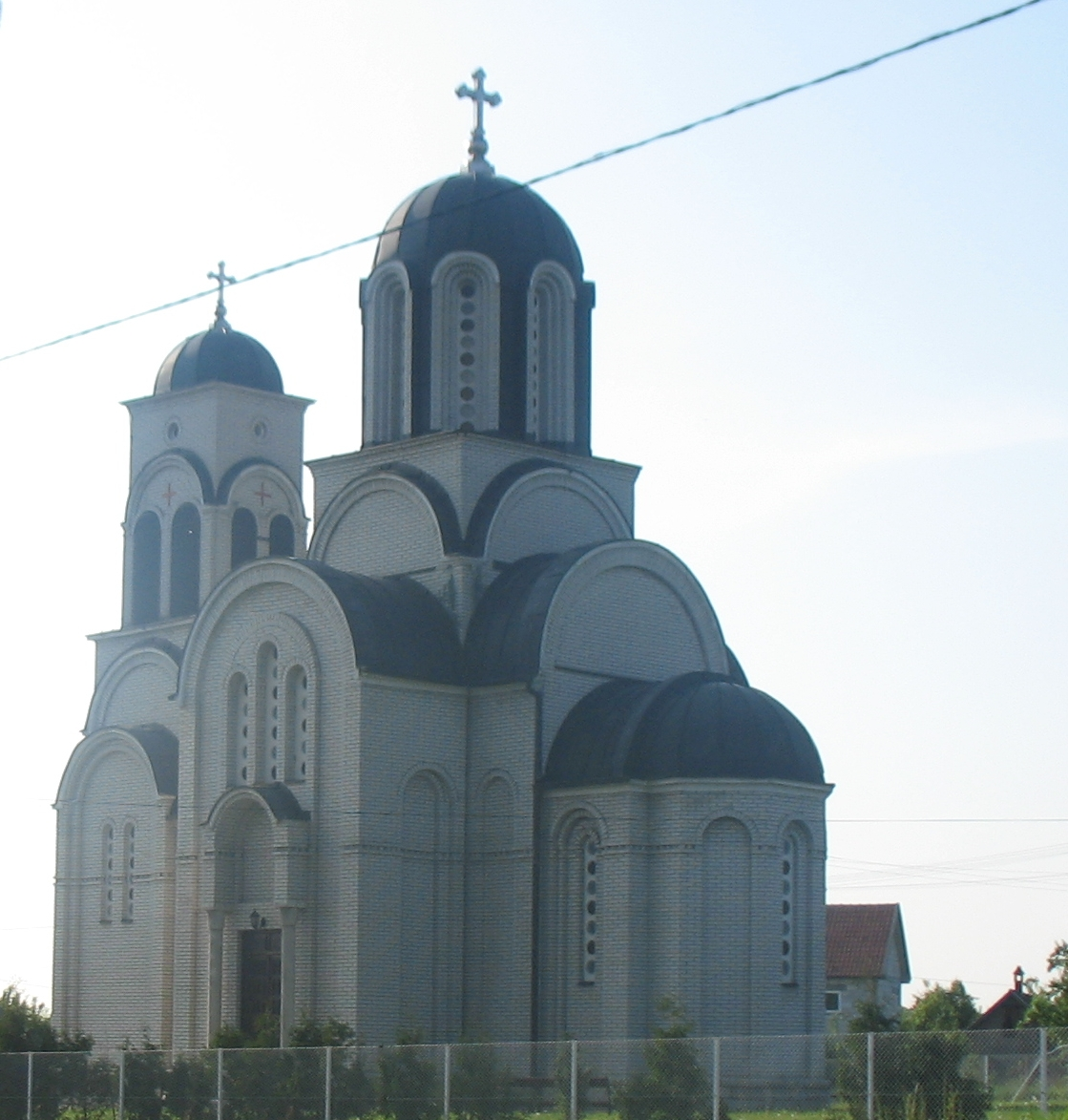
L'église de Stepojevac

Sur le plan religieux, la municipalité de Lazarevac est peuplée à plus de 95 % par des Serbes orthodoxes. Elle relève de l'éparchie de Šumadija (en serbe cyrillique : Епархија шумадијска), qui a son siège à Kragujevac.

## Politique

### Élections locales de 2004
À la suite des élections locales serbes de 2004, les 63 sièges de l'assemblée municipale de Lazarevac se répartissaient de la manière suivante :
| Parti                                                  | Sièges |
| ------------------------------------------------------ | ------ |
| Parti démocratique                                     | 13     |
| Parti démocratique de Serbie                           | 13     |
| Parti radical serbe                                    | 8      |
| Parti socialiste de Serbie                             | 8      |
| Alliance des habitants de la municipalité de Lazarevac | 6      |
| G17 Plus                                               | 4      |
| Mouvement serbe du renouveau                           | 4      |
| Mouvement Force de la Serbie                           | 3      |
| Nouvelle Serbie                                        | 3      |

Branko Borić, membre du Parti démocratique de Serbie du premier ministre Vojislav Koštunica, a été élu président (maire) de la municipalité de Lazarevac.

### Élections locales de 2008
À la suite des élections locales serbes de 2008, les 63 sièges de l'assemblée municipale de Lazarevac se répartissaient de la manière suivante :
| Parti                                    | Sièges |
| ---------------------------------------- | ------ |
| Lazarevac pour une Serbie européenne     | 18     |
| Parti démocratique de Serbie             | 14     |
| Parti radical serbe                      | 13     |
| Parti socialiste de Serbie et alliés     | 8      |
| Liste « Club des amoureux de Lazarevac » | 4      |
| Nouvelle Serbie                          | 4      |

Branko Borić a été réélu président de la municipalité.

### Élections locales de 2012

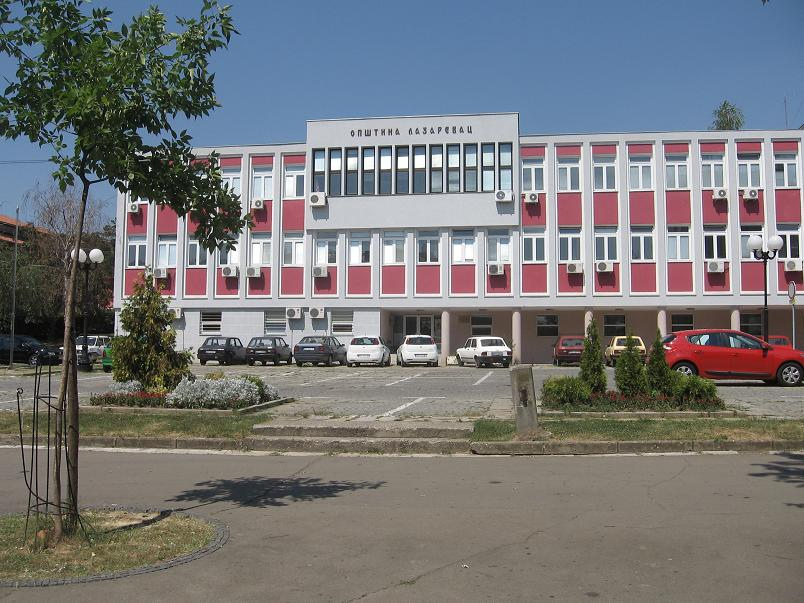
Le bâtiment de la municipalité de Lazarevac

À la suite des élections locales serbes de 2012, les 61 sièges de l'assemblée municipale de Lazarevac se répartissaient de la manière suivante :
| Parti                                                              | Sièges |
| ------------------------------------------------------------------ | ------ |
| Parti socialiste de Serbie - Serbie unie                           | 13     |
| Un choix pour un meilleur Lazarevac                                | 11     |
| Donnons de l'élan à Lazarevac (Parti progressiste serbe et alliés) | 10     |
| Parti démocratique de Serbie                                       | 8      |
| Liste « Naša kuća » (« Notre maison »)                             | 8      |
| Liste « Club des amoureux de Lazarevac »                           | 7      |
| Parti radical serbe                                                | 4      |

Dragan Alimpijević, membre du Parti socialiste de Serbie, a été élu président de la municipalité.

## Culture
Le Centre culturel de Lazarevac (en serbe : Centar za kulturu Lazarevac) a ouvert ses portes en 1977 ; il dispose de 2 745 m2, dont une salle polyvalente qui peut accueillir 543 spectateurs pour des spectacles divers (théâtre, musique, danse etc.) et des projections de films ; il dispose aussi de deux espaces d'exposition (les galeries Simonida et Savremenici) et d'une salle de ballet. Il gère également un musée d'art moderne, la « Moderna galerija », qui a ouvert ses portes en 2002 et qui dispose d'un espace de 900 m2 ; on y présente notamment des objets issus des fouilles archéologiques de la région mais aussi une collection de 200 peintures, sculptures et estampes d'artistes yougoslaves contemporains comme Milan Konjović, Peđa Milosavljević, Nedeljko Gvozdenović, Mića Popović, Ljubica-Cuca Sokić, Zora Petrović, Marko Čelebonović ou Milo Milunović.
La bibliothèque municipale Dimitrije Tucović (Gradska biblioteka Dimitrije Tucović), créée en 1949, est la plus ancienne institution culturelle de la ville. Son fonds est constitué de près de 100 000 ouvrages ; on y trouve notamment la donation de la famille Dimitrijević. La bibliothèque dispose d'antennes à Veliki Crljeni, Dudovica et Rudovci et gère les bibliothèques des écoles élémentaires de Junkovac et de Stepojevac. Elle organise chaque année près de 200 manifestations culturelles, dont la plus célèbre est le Festival d'humour pour les enfants,.
Depuis 2004, Lazarevac abrite un théâtre, le Puls teatar, qui dispose d'une troupe professionnelle.
Parmi les médias, on peut citer la station de radio Radio Lazarevac, qui a émis pour la première fois le 24 novembre 1981, et le journal Kolubara, qui a paru pour la première fois le 24 septembre 1960. Parmi les médias privés figurent Televizija Gem, Kolubara Press, Regionalne novine, Radio Kiss ou Radio Kosmos.

## Éducation
L'école maternelle (en serbe : predškolske ustanove) Rakila Kotarov Vuka gère l'enseignement préscolaire à Lazarevac ; elle dispose de deux bâtiments et possède cinq annexes dans la ville et 24 antennes dans les villages avoisinants.
Sur le territoire de la municipalité se trouvent dix écoles élémentaires principales (osnovna škola) avec 24 écoles annexes. L'école Vojislav Voka Savić de Lazarevac a ouvert ses portes le 1er octobre 1889, ce qui en fait la plus ancienne du secteur ; elle possède des antennes à Dren, Burovo et Šopić. L'école Dule Karaklajić, créée en 1966, dispose d'une antenne à Petka et l'école Knez Lazar, qui a ouvert ses portes en 1994, gère des établissements à Lukavica et Stubica. L'école Diša Đurđević de Vreoci possède une antenne à Medoševac, l'école Sveti Sava de Veliki Crljeni en possède une à Sokolovo, l'école Vuk Karadžić de Stepojevac en gère à Vrbovno et Leskovac ; l'école Milorad Labudović Labud de Baroševac dispose d'annexes à Bistrica, Strmovo et Zeoke, l'école de Rudovci en anime à Mali Crljeni, Kruševica et Trbušnica, l'école Slobodan Penezić Krcun de Junkovac à Mirosaljci et Arapovac et l'école Mihajlo Mladenović Selja de Dudovica à Brajkovac, Barzilovica, Čibutkovica et Županjac.
Lazaravac abrite une école élémentaire et secondaire de musique, l'école Marko Tajčević (Srednja muzička škola Marko Tajčević), qui a ouvert ses portes en 1976. La ville possède deux autres établissements secondaires : un lycée (Gimnazija) avec une section sciences de la nature et mathématiques et une section sciences sociales, et l'école technique Kolubara (Tehnička škola Kolubara) avec des sections mécanique, industrie minière, électrotechnique et économie ; l'ancienne école de commerce Stanislav Sremčević Crni est aujourd'hui intégrée à l'école technique.
L'ancienne université des travailleurs Đuro Salaj est devenue un établissement privé (protection contre les incendies, enseignement vétérinaire, construction, textile, hôtellerie, industrie forestière, mécanique, industrie du cuir, commerce, transports, graphisme...).

## Sport
Le principal club de football de Lazarevac est le FK Kolubara, fondé en 1919. Le nom du club vient de la rivière Kolubara, qui coule près de la ville. En 2005, le club a remporté son plus grand succès dans la Coupe de Serbie de football ; il fut alors opposé à l'OFK Beograd et perdit avec un score de 4-1.

## Économie

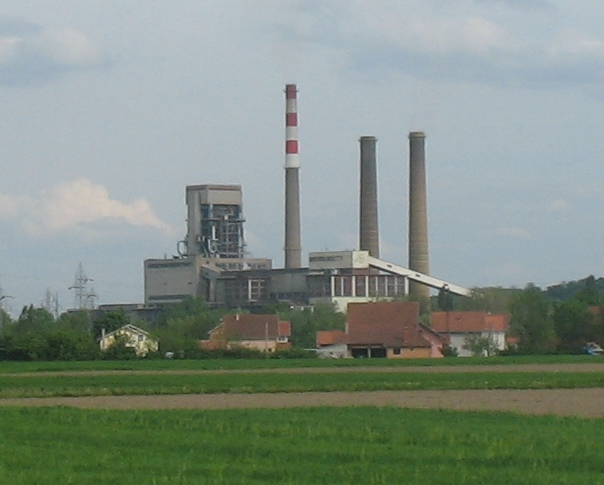
La centrale thermique Kolubara A à Veliki Crljeni

Sur le plan de l'agriculture, la région de Lazarevac produit des céréales, notamment du maïs, du blé, de l'orge et de l'avoine ; on y cultive aussi des légumes (haricots, choux, pommes de terre et poivrons) ainsi que des fruits, notamment des prunes. On y pratique également l'élevage, notamment bovin et porcin.
La région est fortement industrialisée. Elle fait partie du bassin houiller de la Kolubara géré par la société publique Kolubara Lazarevac qui assure l'extraction, la transformation et le transport du charbon et du lignite extraits des mines du secteur. Quatre sites de productions sont ouverts dans la région, ceux de Polje B, Polje D à Vreoci et celui de Tamnava-Zapadno polje près de Mali Borak, et, depuis 2009, celui de Veliki Crljeni. En 2011, plus de 31 millions de tonnes ont été extraits du bassin. Le minerai est traité à Vreoci et il sert à alimenter les centrales thermiques Nikola Tesla à Obrenovac et Kolubara A à Veliki Crljeni qui fournissent de l'électricité à Belgrade et à Kragujevac.
Parmi les activités industrielles de la municipalité, on peut citer la production des métaux non ferreux, qui représente 67,2 % des emplois industriels du secteur, la métallurgie, la construction mécanique, l'industrie du caoutchouc et la production de matériaux de construction. L'industrie agroalimentaire y est également présente, notamment avec la transformation de la production fruitière.

## Tourisme
La municipalité de Lazarevac abrite plusieurs monuments culturels classés :
- le site archéologique de Batašina, IIIe-VIe siècles à Stepojevac[6]
- l'église Saint-Dimitri de Leskovac, 1892[46]
- la maison de la famille Dimitrijević à Leskovac, première moitié du XIXe siècle[47]
- la maison de la famille Đurđić à Dudovica, seconde moitié du XIXe siècle[48]
- la maison de la famille Krdžalić à Junkovac[49]
- le site archéologique de Lugovi à Županjac[7]
- le mémorial de Lazarevac, 1938-1941[50],[51]
- le monument d'Aksentije Miladinović à Čibutkovica[52]
- la maison de la famille Miletić, à Vreoci, milieu du XIXe siècle[53]
- le monument du prince Stanoje à Zeoke[54],[55]
- la maison de la famille Perlić à Dudovica, milieu des années 1800[56]
- la maison de la famille Vasić à Lazarevac, milieu des années 1900[57]

## Transports
Lazarevac est située au bord de la route européenne E763 qui relie Belgrade à Bijelo Polje au Monténégro en passant par Čačak et Nova Varoš ; dans le secteur, cette route est connue sous le nom d'« Ibarska magistrala », la « route de l'Ibar ».
Sur le plan des transports en commun, la ville et un certain nombre de villages sont desservis par les autocars de la société SP Lasta. La ligne 4 du réseau express régional Beovoz, qui mène de Pančevo (au nord) à Valjevo (au sud), en passant par le centre de Belgrade, traverse la municipalité ; elle y dessert les gares de Leskovac, Stepojevac, Vreoci et Lazarevac.